# Драчево (Ярославская область)
Драчево — деревня в Глебовском сельском округе Глебовского сельского поселения Рыбинского района Ярославской области.
Деревня  расположена в центральной части Глебовского сельского поселения, к северу от железной дороги Рыбинск—Сонково и северо-востоку от железнодорожной станции Кобостово и к западу от железнодорожной станции Тихменево. Она расположилась между железной дорогой и левым берегом ручья Кормица. К северо-востоку, ближе к реке стоят компактно расположенные деревни Хомяково и Починок. Напротив них на правом берегу Кормицы стоит деревня Добрино, через которую следуют дороги: на восток к станции и посёлку Тихменево ; на запад, вниз по течению Кормицы, через Подвиталово, к центру поселения, селу Глебово ; в северном направлении через деревню Ковыкино к деревне Мархачево, стоящую на дороге Рыбинск—Глебово с автобусным сообщением .
Деревня Драчњва указана на плане Генерального межевания Рыбинского уезда 1792 года.
На 1 января 2007 года в деревне числилось 5 постоянных жителей . Почтовое отделение, расположенное в посёлке железнодорожной станции Кобостово, обслуживает в деревне Драчево 27 домов.